# John Marston

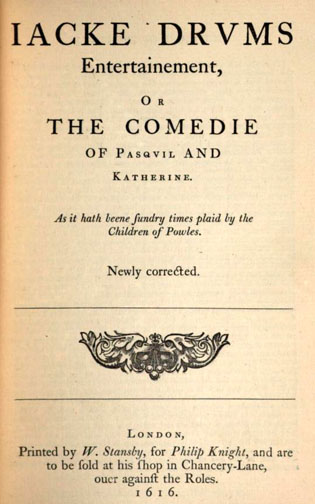
Entrartainment or The comedie of Pasquil and Katherine

John Marston (Coventry, battezzato il 7 ottobre 1576 – 25 giugno 1634) è stato un poeta, drammaturgo e scrittore satirico inglese.

## Biografia
Inizia la sua attività nel genere erotico e satirico. Nel 1598, ha pubblicato La metamorfosi delle immagini Pigmalian e Certaine Satyres, un libro di poesie. Nel settembre del 1599 ha iniziato a lavorare per Philip Henslowe come drammaturgo per poi passare al teatro, scrivendo nel 1600 Entertainment Jack Drum e Antonio e Mellida e nel 1601 La vendetta di Antonio. A teatro continua la sua attività satirica con Il ritorno dal Parnaso (II). Nel 1603 divenne azionista della società di bambini di Blackfriars, per la quale scrisse e produsse due opere: Il malcontento nel 1603, e La cortigiana olandese, una satira sulla lussuria e ipocrisia nel 1604.

## Critica
Mentre nella sua epoca era molto criticato per via della satira (che a quel tempo era poco gradita) e della componente erotica, nel XX secolo è stato rivalutato.

## Opere
- Histriomastix, Londra, Teatro Paolo, 1599 (attrib.).
- Antonio e Mellida, Londra, il teatro di Paolo, 1599-1600.
- Jack Drum's Entertainment, Londra, il teatro di Paolo, 1599/1600.
- La vendetta di Antonio, a Londra, il teatro di Paolo, 1600.
- What You Will, London, teatro di Paolo, 1601.
- Il malcontento, Londra, Blackfriars Theatre, 1603-1604; Globe Theatre, 1604.
- Parasitaster, o il capriolo, Londra, teatro Blackfriars, 1604.
- Ho verso est, da Marston, George Chapman e  Ben Jonson, Londra, teatro Blackfriars, 1604-1605.
- La cortigiana olandese, Londra, teatro Blackfriars, 1605.
- La meraviglia di donna, o La tragedia di Sofonisba, Londra, teatro Blackfriars, 1606.
- Spettacolo Presentato alla Sacra Maestà di Gran Bretagna e la Danimarca al loro passaggio a Londra, Londra, 31 luglio 1606.
- L'intrattenimento della vedova contessa di Darby, Ashby-de-la-Zouch nel Leicestershire, 1607.
- La contessa insaziabile, da Marston e William Barksted, Londra, Whitefriars Theatre, 1608?.

### Opere
- La metamorfosi di Pigmalions Image. E Certaine Satyres (London: Printed by J. Roberts E. Matts, 1598).
- Il flagello del Villanie. Tre Bookes di Satyres (London: Printed by J. Roberts & venduti da J. Buzbie, 1598, edizione riveduta e ampliata, London: J. Roberts, 1599).
- Jacke Drums Entertainment: Or, La Comédie di Pasquill e Katherine (London: Printed by T. Creede di R. Oliva, 1601).
- Ama Martire: o, Rosalins denuncia, con Marston, Ben Jonson, William Shakespeare, e George Chapman (London: Printed for EB, 1601).
- La storia di Antonio e Mellida (London: Printed by R. Bradock per Lownes M. & T. Fisher, 1602).
- Revenge Antonios (London: Printed by R. Bradock per T. Fisher, 1602).
- Il malcontento (London: Printed by V. Simmes per W. Aspley, 1604).
- Hoe est, da Marston, Chapman, e Jonson (London: Printed by G. Eld per W. Aspley, 1605).
- La cortigiana Dutch (London: Printed by T. Purfoote per Hodgets J., 1605).
- Parasitaster, o The Fawne (London: Printed by T. Purfoote per W. di cotone, 1606).
- The Wonder of Women, o The Tragedie di Sofonisba (Londra: Printed by J. Windet, 1606).
- What You Will (London: Printed by G. Eld per Thorppe T., 1607).
- Histrio-mastix: Or, The Whipt Player (London: Printed by G. Eld per T. Thorp, 1610).
- Il Countesse insaziabili, da Marston e William Barksted (London: Printed by T. Snodham per T. Archer, 1613).
- Il workes di J. Marston (London: Printed by A. Mathewes per W. Sheares, 1633), ripubblicato come tragedie e commedie (London: Printed by A. Mathewes per W. Sheares, 1633).
- Commedie, tragi-commedie, tragedie e, Nonce Collection (Londra, 1652).
- Dominion Lust, o The Queen Lascivious (presumibilmente il gioco stesso, come la tragedia del Moro spagnolo), da Marston, Thomas Dekker, John Giorno, e William Haughton (London: Printed for FK & venduti da Robert Pollard, 1657).